# Knyszyn
Knyszynⓘ é um município no nordeste da Polônia. Pertence à voivodia da Podláquia, no condado de Mońki, no rio Jaskranka. É a sede da comuna urbano-rural de Knyszyn. Nos anos 1975–1998 a cidade pertenceu administrativamente à voivodia de Białystok.
Knyszyn recebeu os direitos de cidade em 1538. Era uma cidade real na Coroa do Reino da Polônia, no gabinete de apoio de Knyszyn, na voivodia de Bielsk-Biała Podlaskie em 1795.
Estende-se por uma área de 23,7 km², com 2 647 habitantes, segundo o censo de 31 de dezembro de 2024, com uma densidade populacional de 112 hab./km².

## História

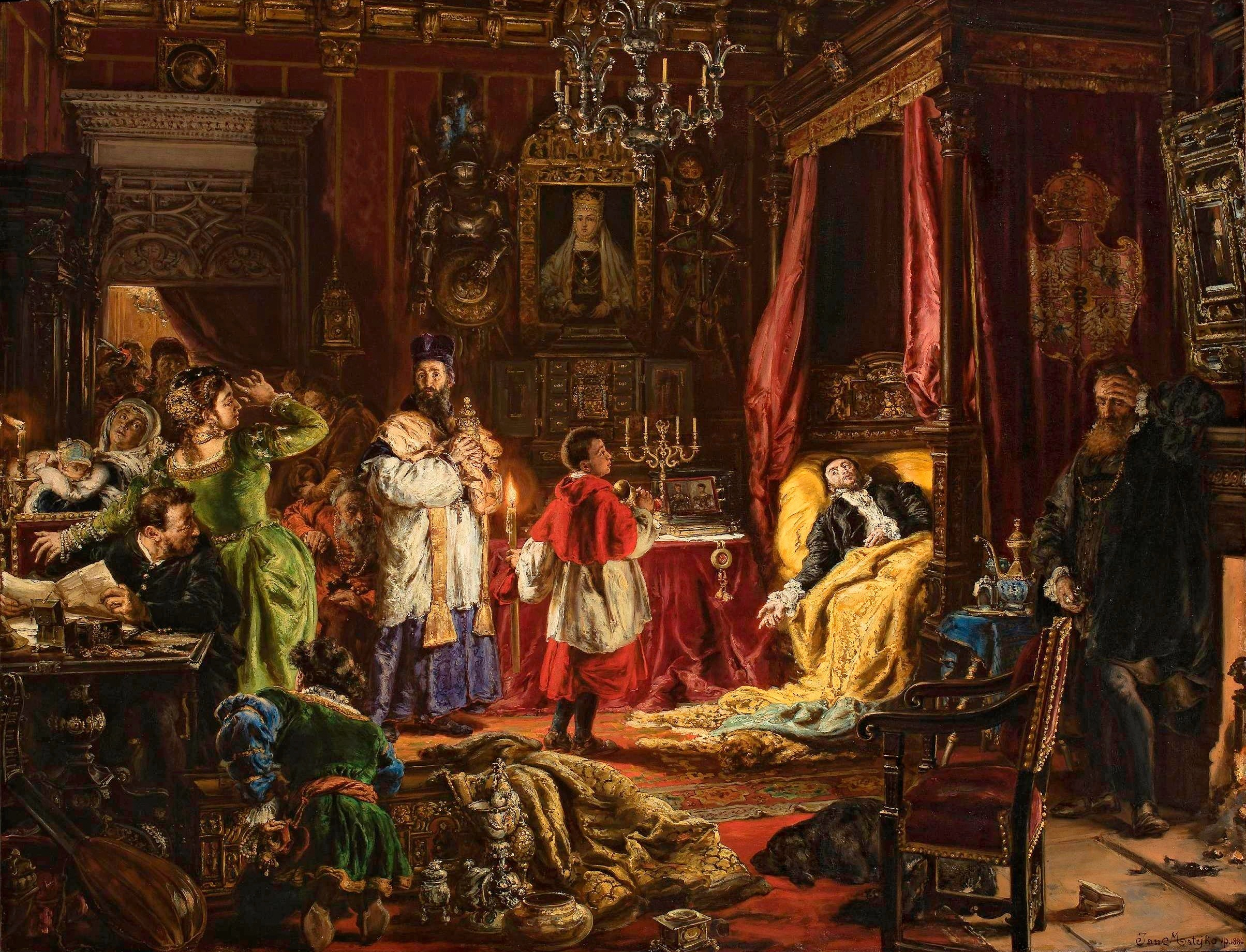
Morte de Sigismundo II Augusto em Knyszyn — pintura de Jan Matejko

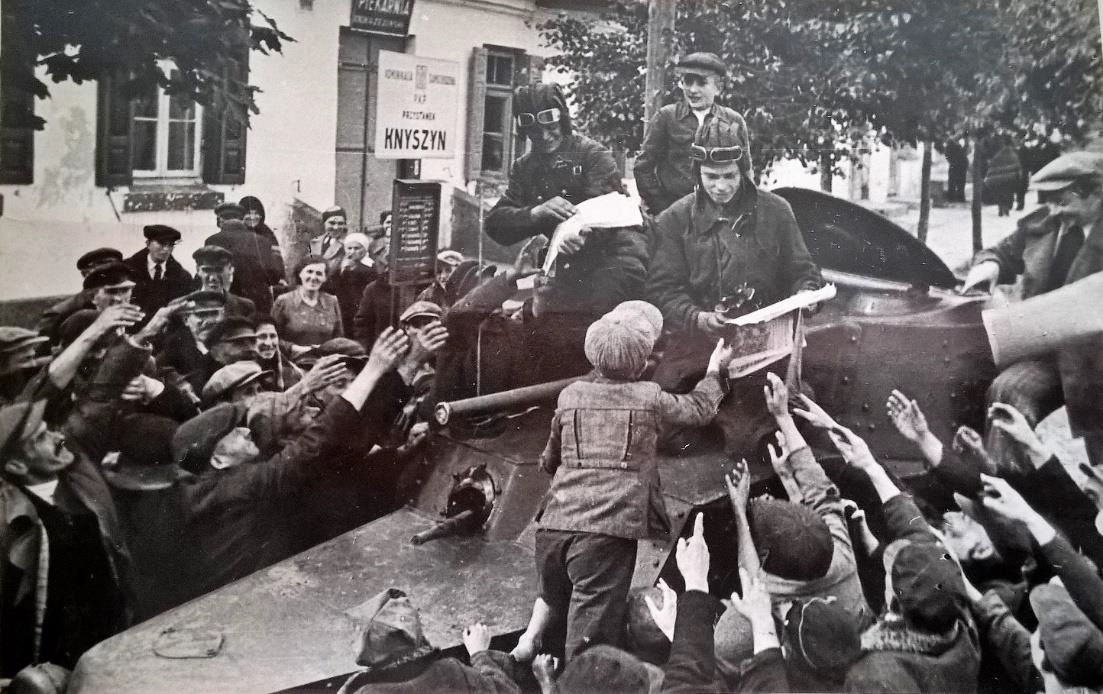
Soldados em blindados russos distribuem jornais de propaganda aos habitantes de Knyszyn após sua ocupação em 1939

Em 1568, Knyszyn recebeu os direitos da cidade de Magdeburgo do rei Sigismundo II Augusto. Os “Tempos de Sigismundo” foi uma era de ouro para Knyszyn. Naquela época, uma prefeitura foi construída na praça do mercado, uma igreja ortodoxa, casas de banhos, edifício de pesagem e as ruas foram pavimentadas. Dezenove estadias do rei em Knyszyn estão documentadas, cerca de 500 dias no total, nos anos 1533–1572. O rei gostava de descansar em Knyszyn, de onde governou o Reino da Polônia e o Grão-Ducado da Lituânia. Ele assinou muitos documentos, entre eles, a primeira Lei Marítima e Florestal da Polônia. O rei Sigismundo II Augusto morreu em Knyszyn em 7 de julho de 1572. Este evento foi imortalizado em uma pintura por Jan Matejko.
A comunidade judaica tinha uma sinagoga na cidade. A primeira, de madeira, foi incendiada em 1915 em um incêndio na cidade durante a retirada das tropas russas. Situava-se na rua Tykocka. A segunda, já em alvenaria, foi construída na década de 1920. Foi construída entre as ruas Grodieńska e Starodworna. Depois que as tropas soviéticas entraram na cidade, a sinagoga foi devastada e transformada em um armazém de forragem. Nos anos 1982–1986 foi demolida.
Em julho de 1941, os alemães criaram um gueto para a população judaica em Knyszyn. Havia cerca de 2 mil judeus de Knyszyn, Trzcianne, Tykocin e Szczuczyn. O gueto foi liquidado em 2 de novembro de 1942. A maioria das pessoas foi transportada para um campo de trânsito em Białystok, e mais de 70 foram assassinadas no local.
Em 25 de agosto de 1944, aviões alemães bombardearam a vila. Dez pessoas morreram durante o ataque. Quatro fazendas foram incendiadas.

## Demografia
Conforme os dados do Escritório Central de Estatística da Polônia (GUS) de 31 de dezembro de 2024, Knyszyn é uma cidade muito pequena com uma população de 2 647 habitantes (25.º lugar na voivodia da Podláquia e 777.º na Polônia), tem uma área de 23,7 km² (15.º lugar na voivodia da Podláquia e 246.º lugar na Polônia) e uma densidade populacional de 112 hab./km² (33.º lugar na voivodia da Podláquia e 957.º lugar na Polônia). Nos anos 2002–2024, o número de habitantes diminuiu 7,4%.
Os habitantes de Knyszyn constituem cerca de 7,12% da população do condado de Mońki, constituindo 0,23% da população da voivodia da Podláquia.
| Descrição                         | Total      | Total    | Mulheres   | Mulheres | Homens     | Homens   |
| --------------------------------- | ---------- | -------- | ---------- | -------- | ---------- | -------- |
| unidade                           | habitantes | %        | habitantes | %        | habitantes | %        |
| população                         | 2 647      | 100      | 1 348      | 50,9     | 1 299      | 49,1     |
| superfície                        | 23,7 km²   | 23,7 km² | 23,7 km²   | 23,7 km² | 23,7 km²   | 23,7 km² |
| densidade populacional (hab./km²) | 112        | 112      | 57         | 57       | 55         | 55       |

Segundo o censo de 1921, a cidade era habitada por 3 579 pessoas, entre as quais 2 286 eram católicos, 20 ortodoxos, 38 evangélicos e 1 235 judeus. Ao mesmo tempo, 2 668 habitantes declararam nacionalidade polonesa, 7 bielorrussos, 27 alemães, 876 judeus e um russo. Havia 541 edifícios residenciais na cidade.

## Transportes
- : fronteira do país  — Gołdap — Ełk — Białystok — Bobrowniki — fronteira do país
- : Sokoły — Tykocin — Knyszyn — Korycin — Sokolany

## Monumentos históricos
Segundo o registro dos monumentos históricos do Instituto do Patrimônio Nacional, os seguintes objetos estão inscritos:
- Parte da cidade, século XVI
- Igreja de São João Apóstolo e Evangelista, 1520, 1710
- Presbitério de madeira, início do século XIX
- Edifício do hospital, rua Grodzieńska 96, 1910
- Casa Klattów, rua Kościelna 6, de madeira, 2.ª metade do século XVIII
- Restos do parque senhorial, século XVI

Outras instalações
- Estátua do rei Sigismundo II Augusto na praça da cidade
- Restos da casa senhorial do século XVI (onde o rei Sigismundo II Augusto morreu) na rua Białystok
- Ruínas do cemitério judaico na rua Białystok
- Cemitério ortodoxo do século XIX (na estrada para Krypno Kościelny)[16]
- Cemitério católico do século XIX[17]
- Casa do século XIX na rua Białostocka — antiga fábrica de tecelagem, quartel, tribunal, recentemente uma pensão
- Capela de madeira com uma estátua de São João Nepomiceno na rua Godzieńska[18]

Monumentos selecionados da cidade
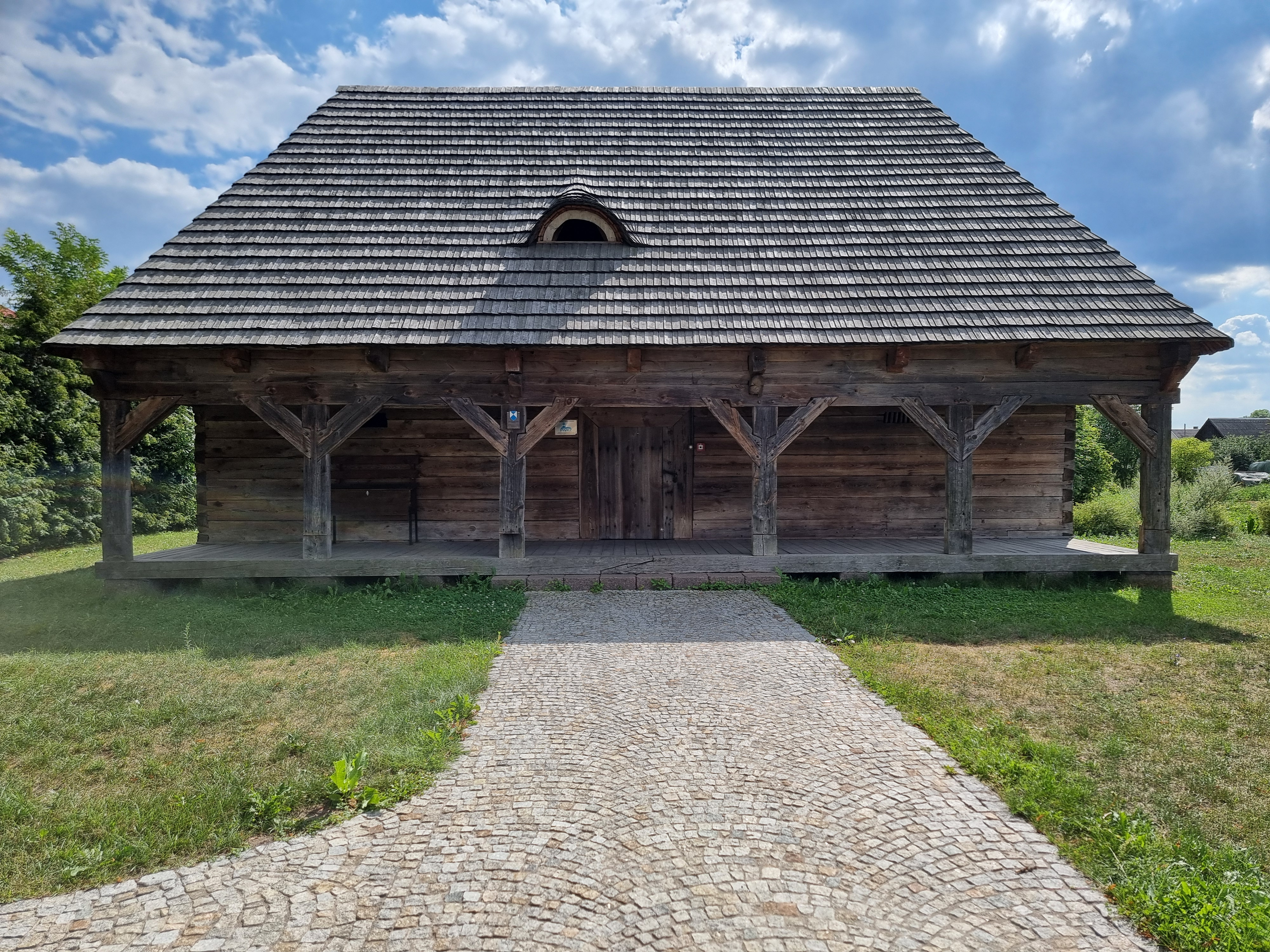
Armazém paroquial do início do século XIX
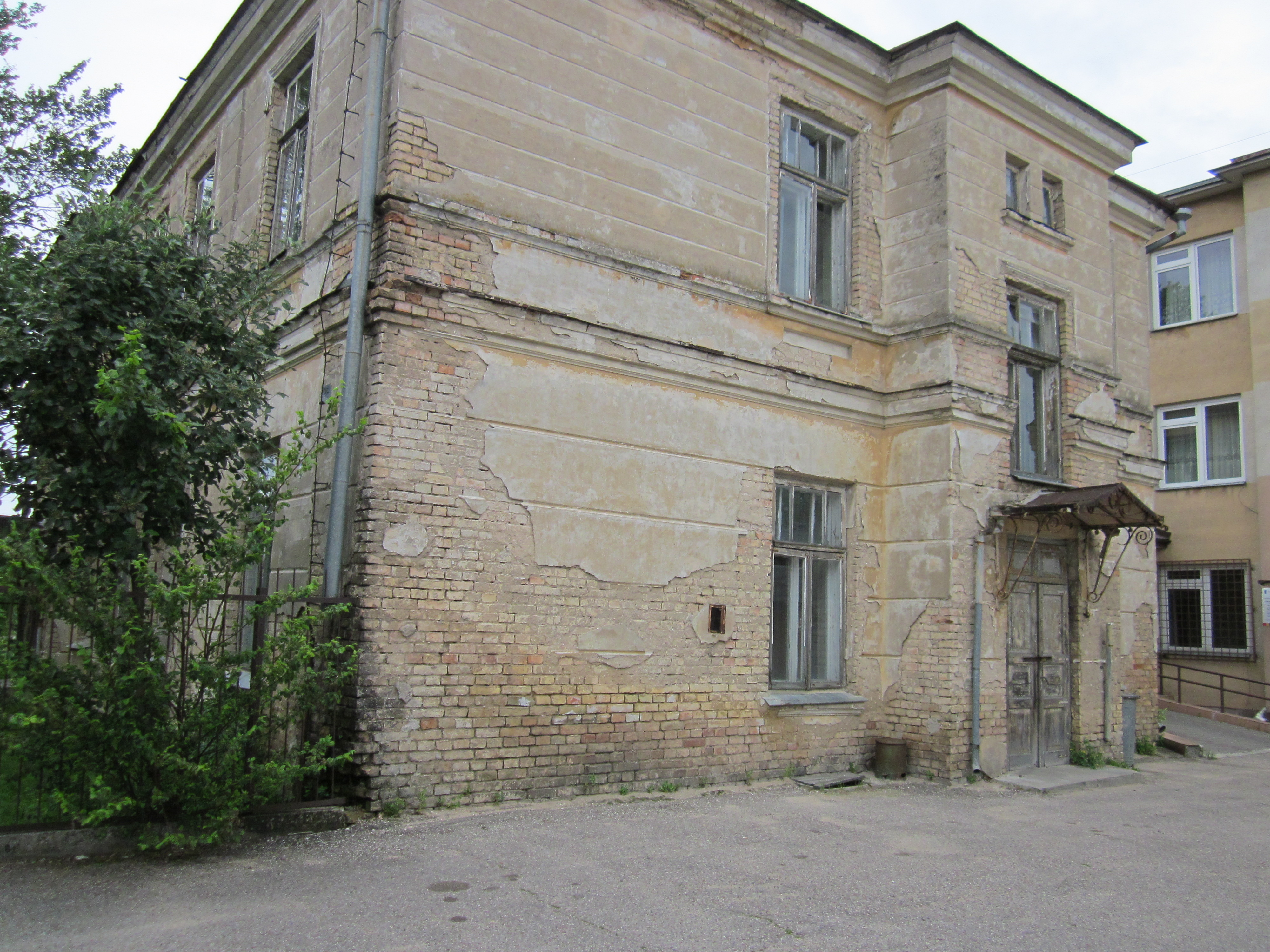
Edifício histórico do hospital de 1910
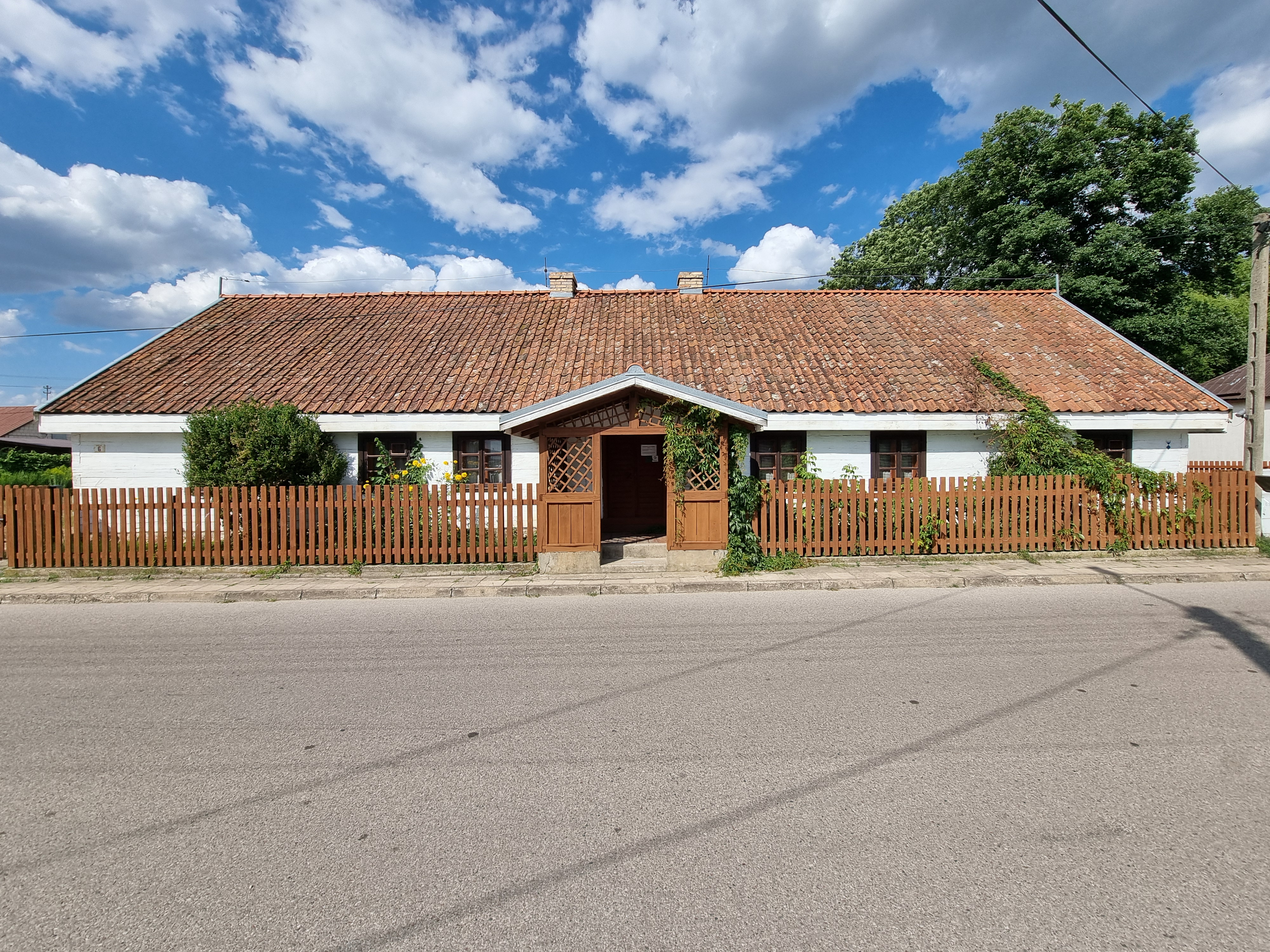
Casa Klatt no estilo de uma mansão burguesa do final do século XVIII
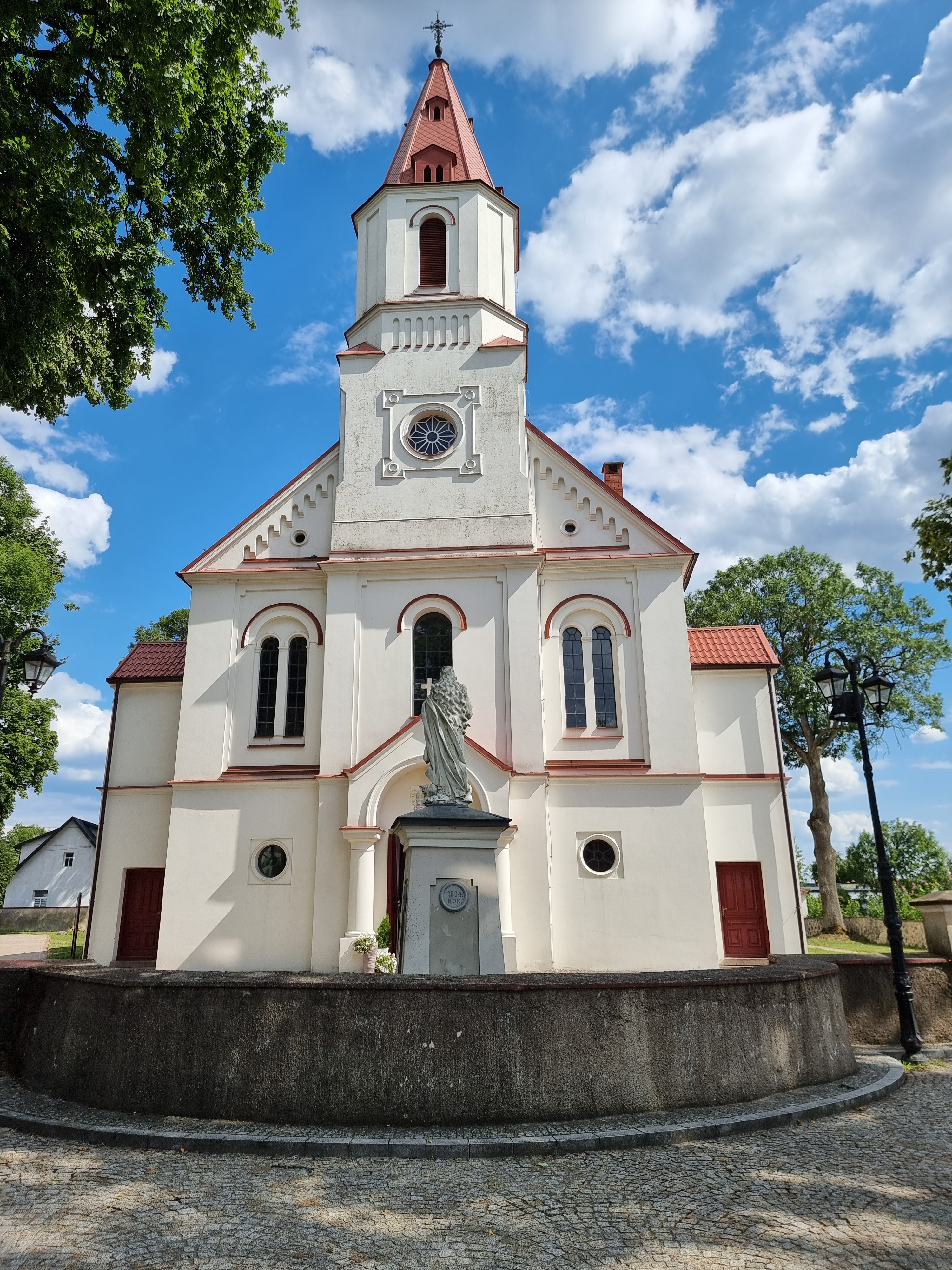
Igreja de São João Apóstolo e Evangelista
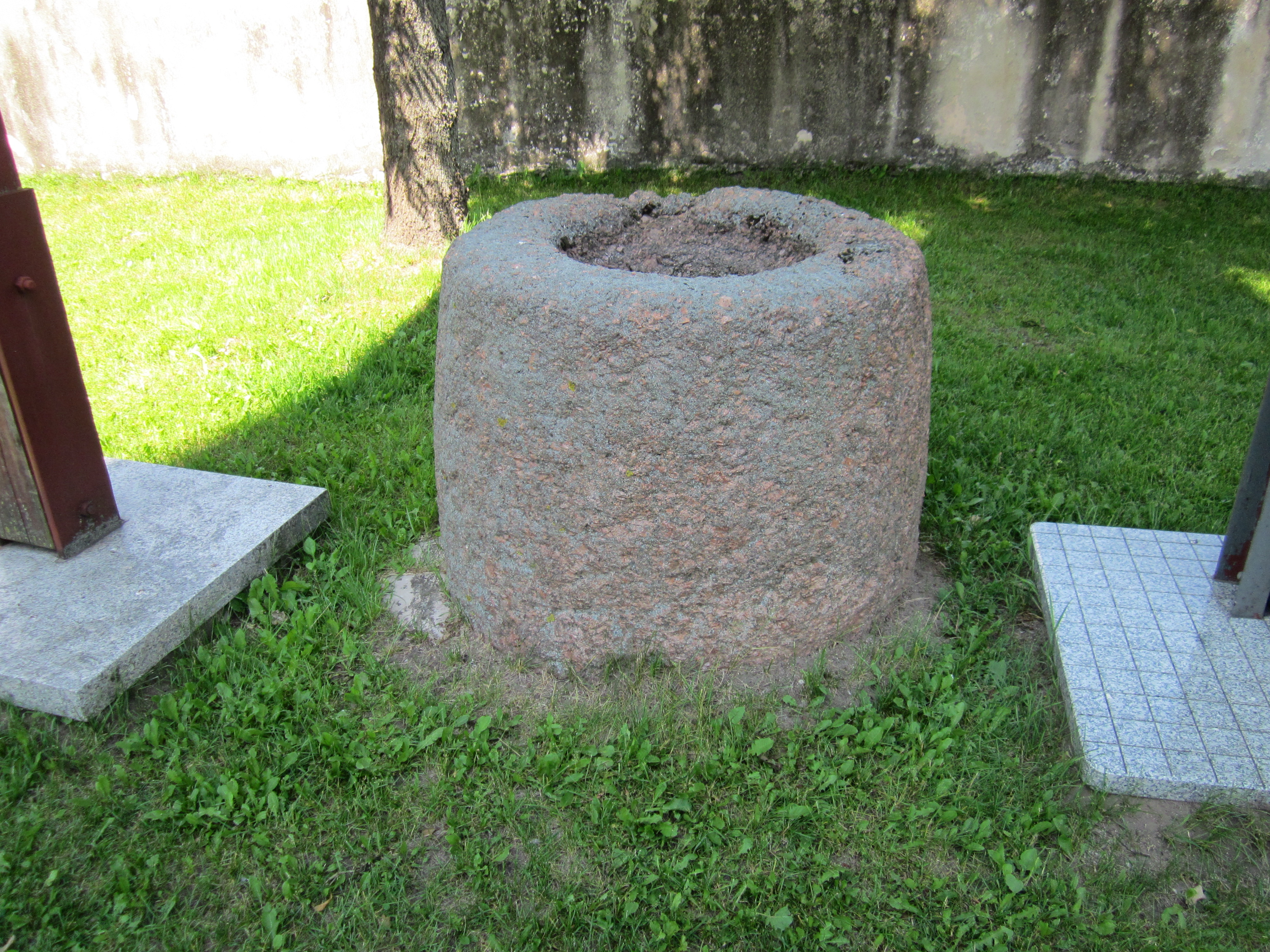
Pedra batismal esculpida em um único bloco na igreja de São João Apóstolo
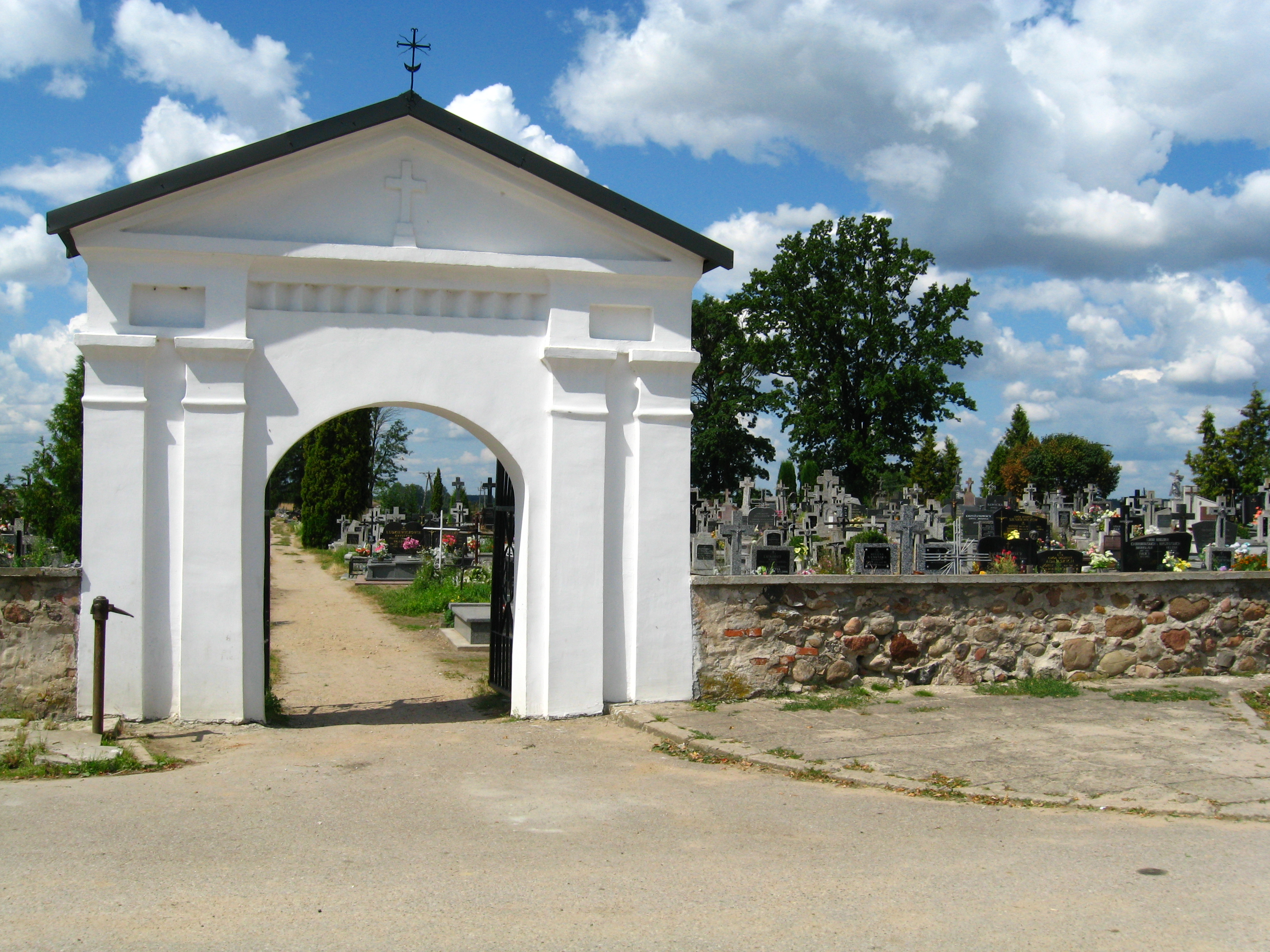
Portão do cemitério

## Galeria

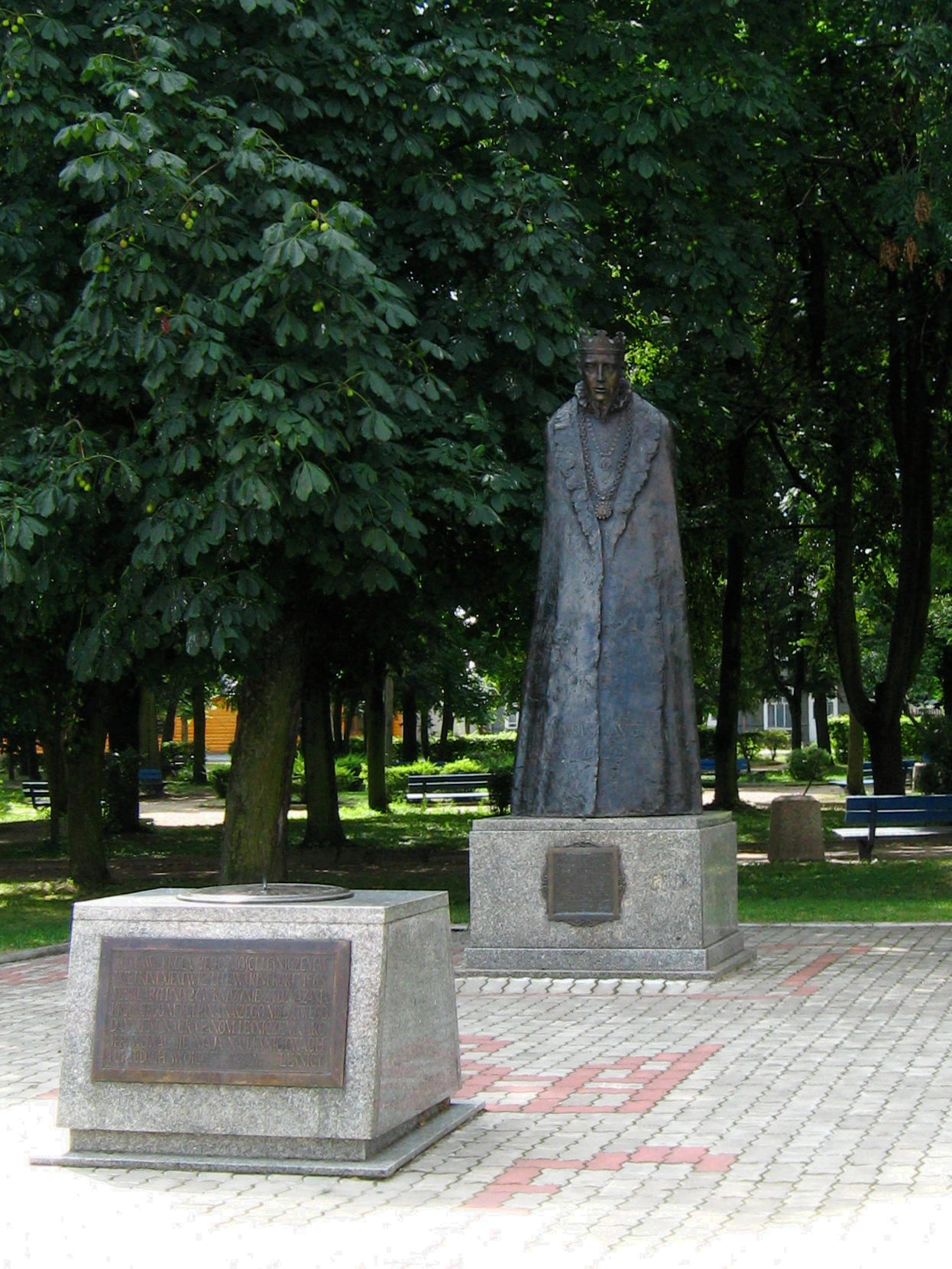
Monumento a Sigismundo II Augusto
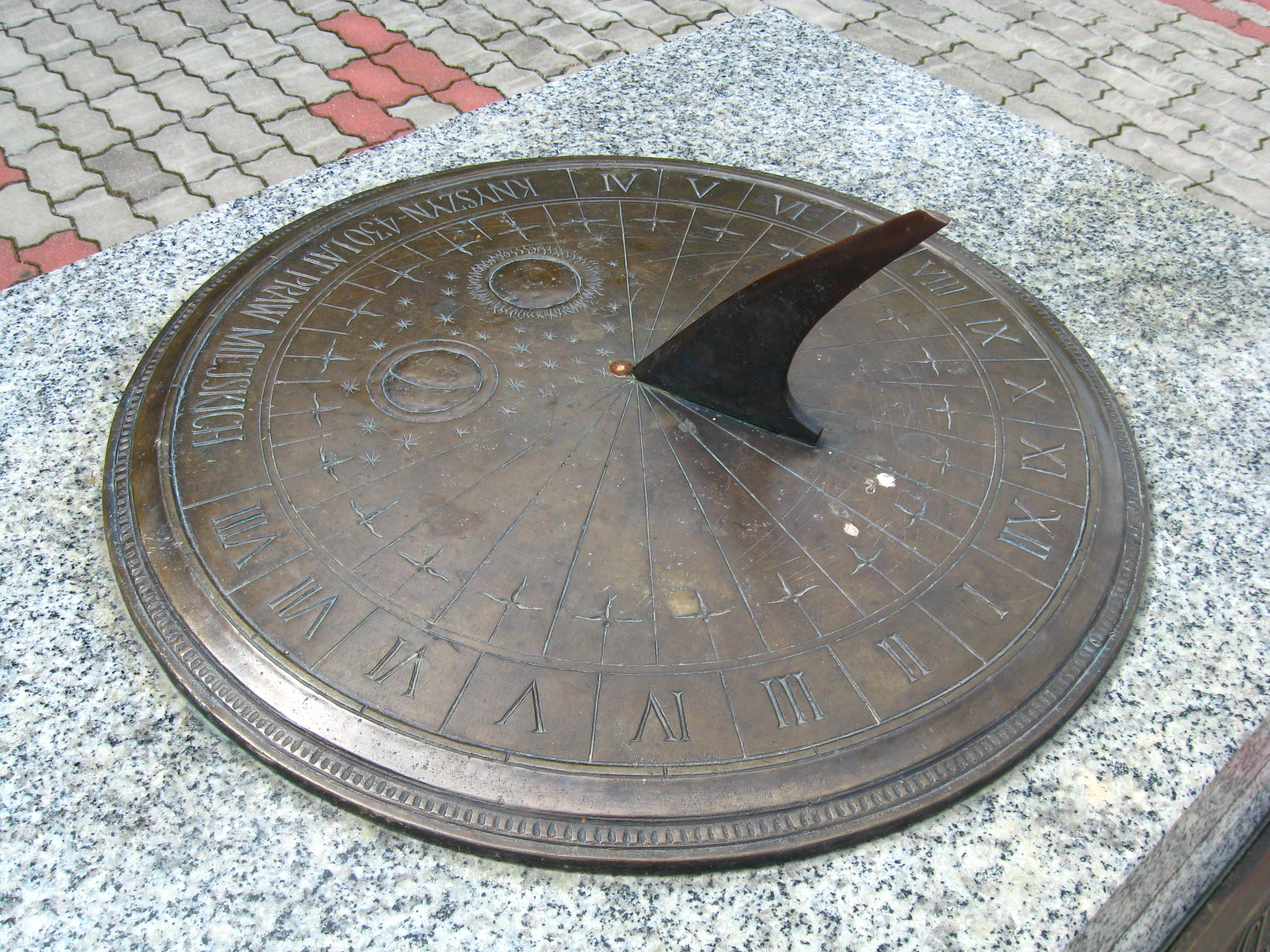
Relógio de sol
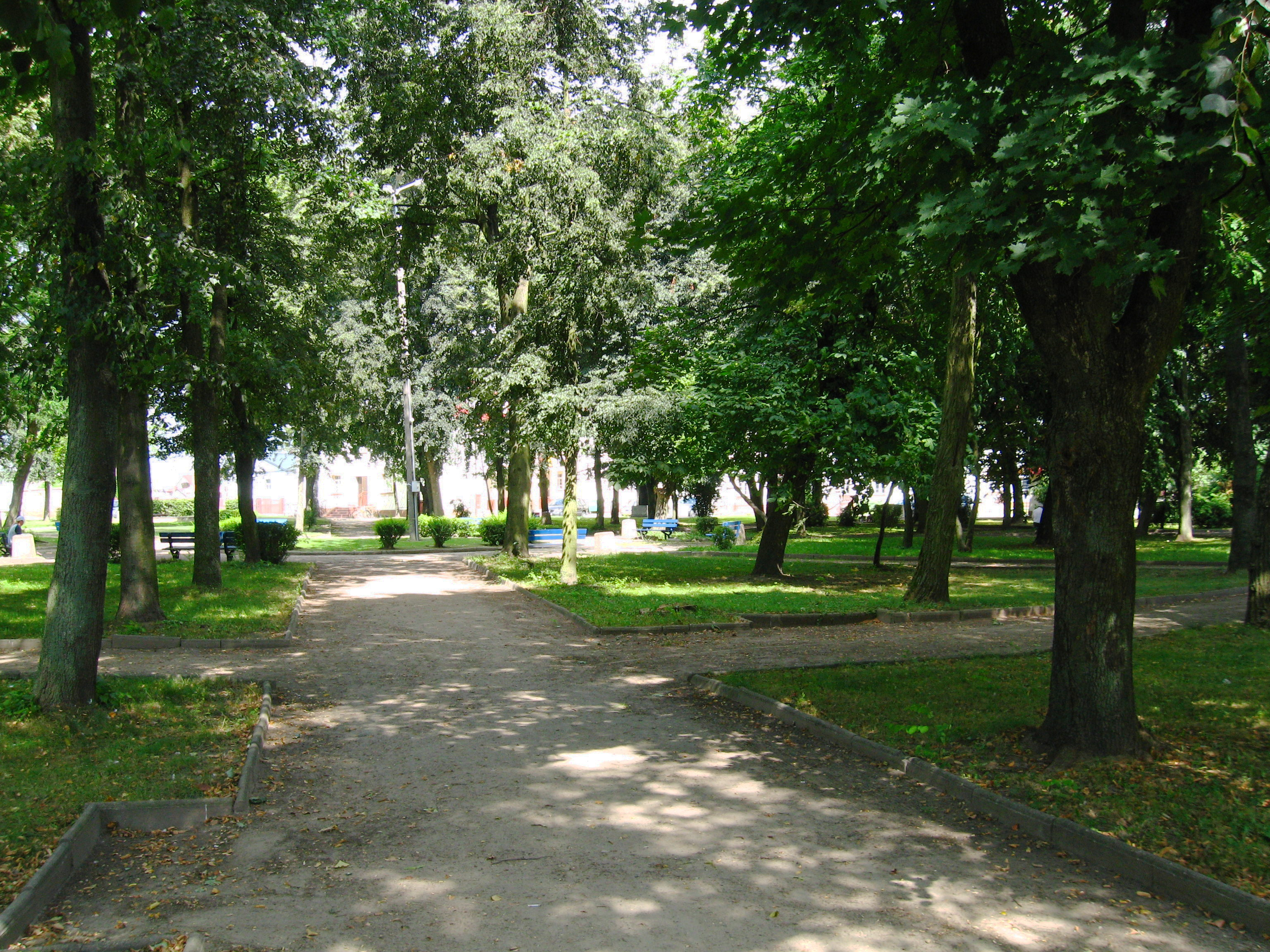
Praça principal
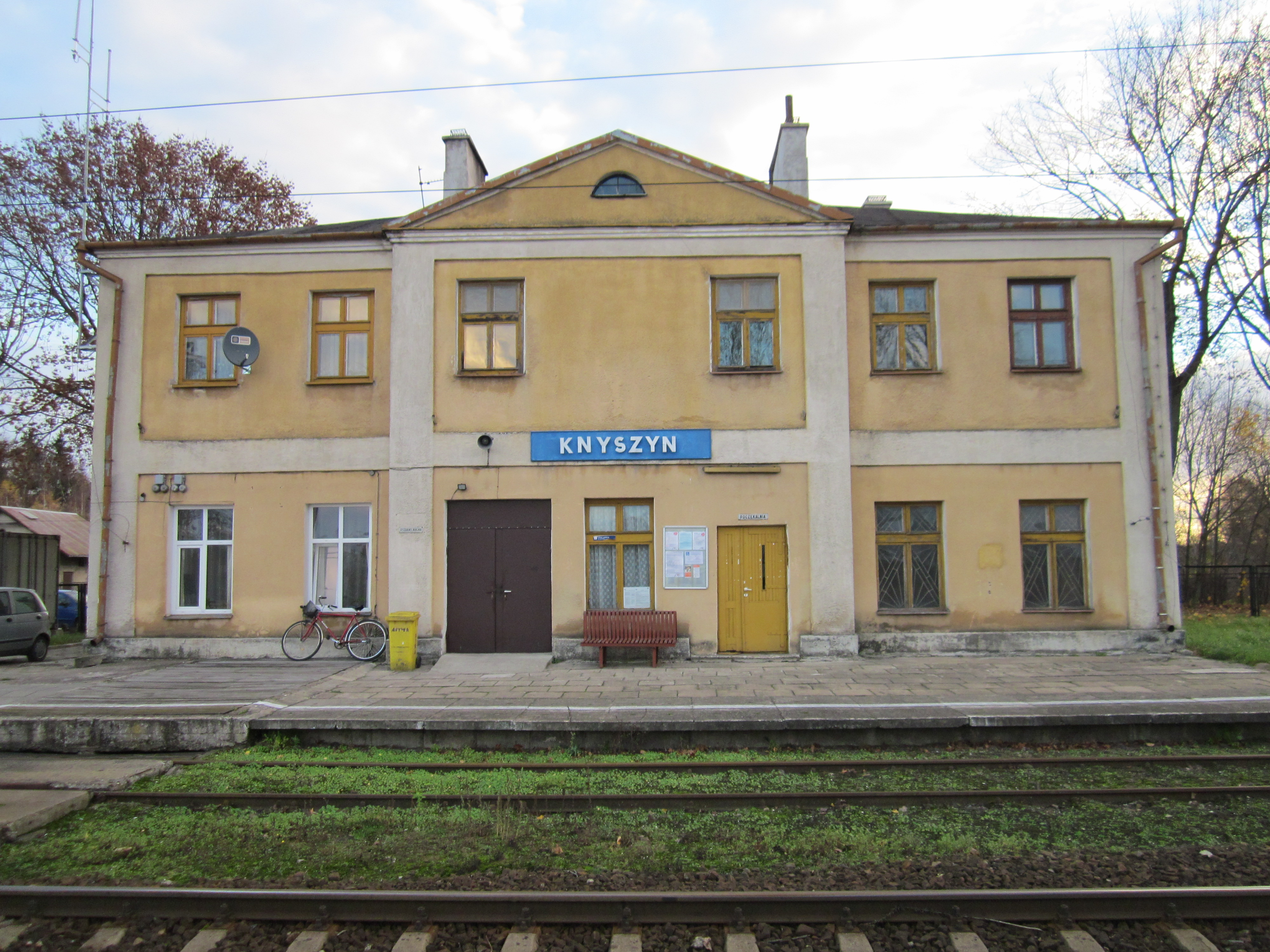
Estação ferroviária em Knyszyn
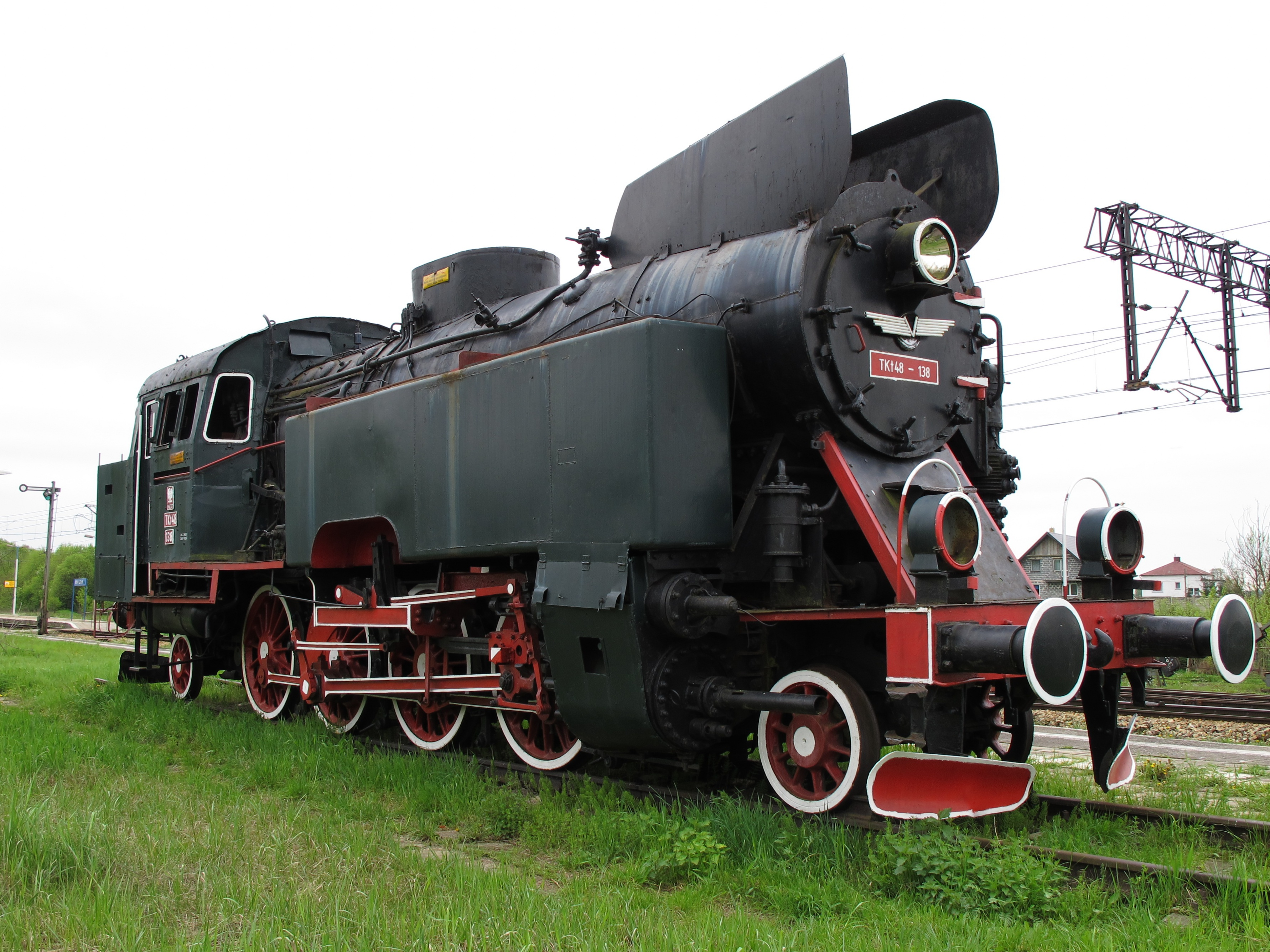
Locomotiva a vapor TKt48 na estação ferroviária de Knyszyn
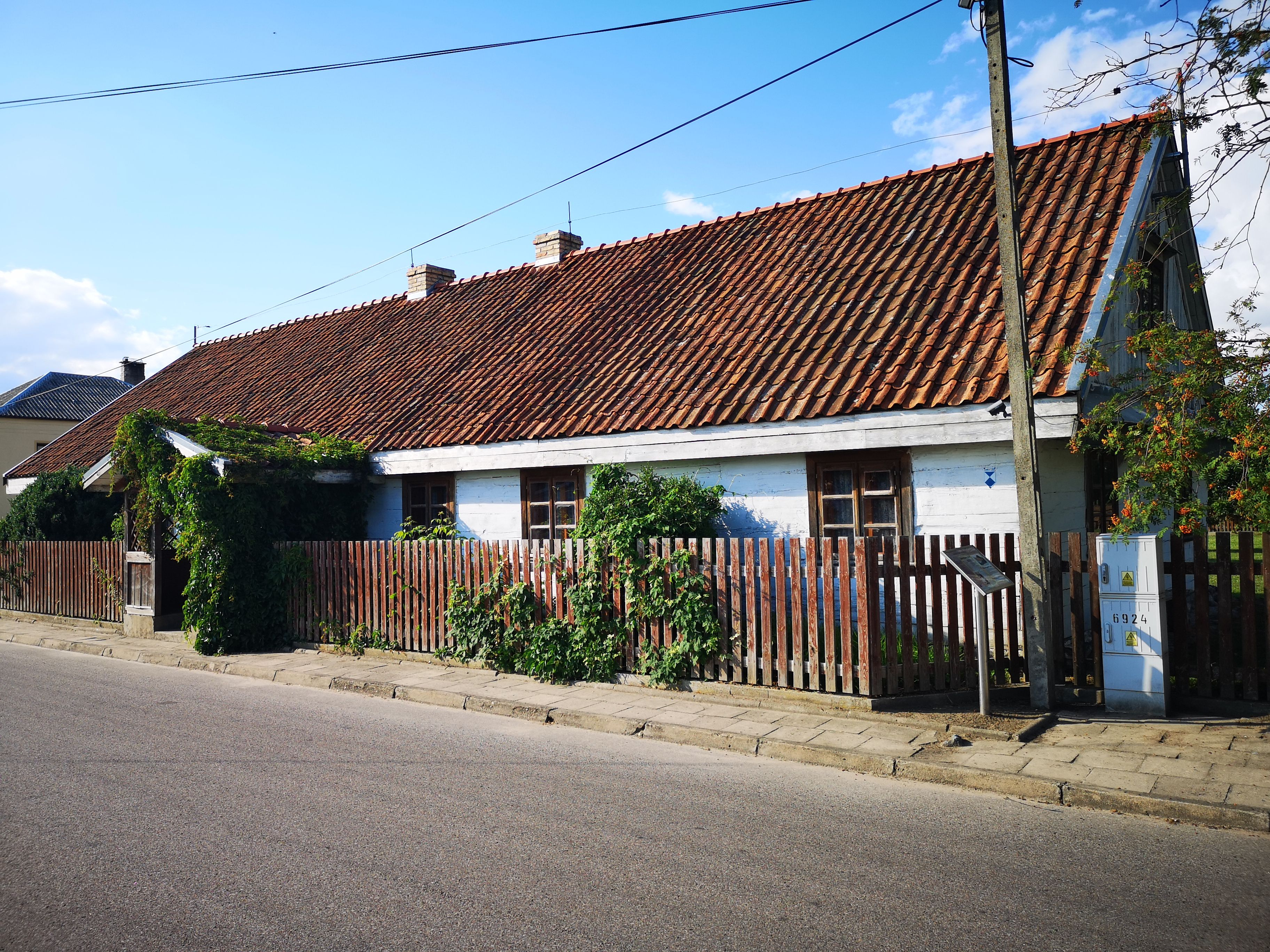
Casa histórica do século XVIII